# Sammy Hagar
Samuel Roy Hagar (Salinas, Condado de Monterey - 13 de outubro de 1947) é um compositor, vocalista e guitarrista de rock dos Estados Unidos conhecido por ter sido integrante das bandas Van Halen e Montrose. Em 12 de março de 2007, Hagar foi introduzido no Hall da Fama do Rock and Roll como membro do Van Halen. Seu estilo musical é composto principalmente de hard rock e heavy metal.

## Biografia
Depois de uma frustrada tentativa de boxeador, Hagar começou a cantar no fim dos anos 60. Integrou várias bandas incluindo Skinny, the Fabulous Catillas, Justice Brothers, e Dust Cloud. Edgar Winter pediu para que Ronnie Montrose integrasse Sammy a sua banda, o Montrose, em 1973. Hagar gravou dois álbuns com o Montrose, depois partiu para a carreira solo em 1976, tendo o baixista do grupo, Bill Church (então ex-Montrose) e o baterista Denny Carmassi, juntamente ao tecladista Geoff Workman.
Debutou com o álbum Nine on a Ten Scale, com a regravação de Donovan, "Young Girl Blues". Seguiu com o disco homônimo (Sammy Hagar) que incluiria a faixa que até hoje Sammy toca em seus shows: "Red". Em 1979, ele criou uma nova banda, que na verdade matinha a mesma base, apenas com a troca do guitarrista por Gary Pihl e o baterista Chuck Ruff. Lançou outros discos: Musical Chairs (1977), Street Machine (1979) e Danger Zone (1980).
Em 1981, Sammy lança Standing Hampton, que incluía canções como "There's Only One Way to Rock" , "I'll Fall in Love Again" e "Heavy Metal", que foi incluído na trilha sonora da animação homônima. Em 1982, lança Three Lock Box com apenas um membro ausente – o baterista Ruff, substituído por David Lauser. Hagar fez vários shows com o guitarrista Neal Schon, o baixista Kenny Aaronson, e o baterista Mike Shrieve. O grupo gravou um álbum ao vivo, com o nome Hagar Schon Arronson Shrieve (HSAS), bem como uma versão de estúdio de "A Whiter Shade of Pale". Em 1984, lança VOA (um acrônimo de Voice of America).
Em 1985, Hagar substituiu David Lee Roth no Van Halen. O seu primeiro álbum com o grupo foi de 1986: 5150. Hagar ainda tinha um contrato com a Geffen Records no qual deveria gravar mais um álbum solo, e o fez em 1987. O registro foi chamado de  I Never Said Goodbye, produzido pela MTV. Incluía neste álbum a canção "Where Eagles Fly" e "Give to Live", canções que são presentes em todos os seus shows até atualmente. Hagar ficou com Van Halen até o final dos anos 80 e metade dos anos 90. Durante esse tempo, a banda tinha quatro outros álbuns - OU812 (1988), For Unlawful Carnal Knowledge (1991), Live: Right Here, Right Now (1993), Balance (1995).
Em 1996, Hagar saiu do Van Halen, e a banda tinha Roth de volta para cantar duas faixas no álbum Best of Volume I antes de contratar o ex-Extreme Gary Cherone. O próximo álbum de  Hagar foi lançado em 1997: Marching to Mars, tendo participações de Slash na guitarra, entre outros convidados. Com o apoio da banda chamado Waboritas (composta pelo guitarrista Vic Johnson, tecladista Jesse Harms, baixista Mona, e o baterista David Lauser), Hagar lança um novo disco em 1999: Red Voodoo. Continuou em  2000 com o disco Ten 13 (alusão à sua data de aniversário). Depois o disco quase caseiro Not 4 Sale e em 2003 seu primeiro álbum ao vivo em 20 anos, Live: Hallelujah. Em 2006 teve o lançamento de Livin' It Up!. Em 2008 lançou o single "Open", canção do anunciado disco de 2009.
Sammy Hagar formou em 2008, juntamente com baixista (e também ex-integrante do Van Halen) Michael Anthony, o guitarrista Joe Satriani e o baterista do Red Hot Chili Peppers, Chad Smith, a banda Chickenfoot (pé de galinha, em português). O grupo gravou dois álbuns de estúdio e dois ao vivo. Logo depois o supergrupo se desmembrou e Sammy voltou à sua carreira solo, levando Anthony em suas turnês para tocar as músicas do Van Halen.